# Megaloglossus
Megaloglossus is een geslacht van zoogdieren uit de familie van de vleerhonden (Pteropodidae). De wetenschappelijke naam van het geslacht werd in 1885 gepubliceerd door Pagenstecher.

## Soorten
Er worden twee soorten in dit geslacht geplaatst:
- Megaloglossus azagnyi Nesi et al., 2013[2]
- Megaloglossus woermanni Pagenstecher, 1885

Acerodon · Aethalops · Alionycteris · Aproteles · Balionycteris · Casinycteris · Chironax · Cynopterus · Desmalopex · Dobsonia · Dyacopterus · Eidolon · Eonycteris · Epomophorus · Epomops · Haplonycteris · Harpyionycteris · Hypsignathus · Latidens · Lissonycteris · Macroglossus · Megaloglossus · Melonycteris · Micropteropus · Mirimiri · Myonycteris · Nanonycteris · Neopteryx · Notopteris · Nyctimene · Otopteropus · Paranyctimene · Penthetor · Plerotes · Ptenochirus · Pteralopex · Pteropus · Rousettus · Scotonycteris · Sphaerias · Styloctenium · Syconycteris · Thoopterus